# For the World
For the World é o extended play (EP) de estreia japonês do grupo masculino sul-coreano Big Bang. O seu lançamento ocorreu em 4 de janeiro de 2008, como o primeiro material do grupo produzido para o mercado japonês. Sua lista de faixas é formada por canções lançadas previamente pelo Big Bang em língua coreana que receberam versões em língua inglesa, diferenciando-se de lançamentos de artistas coreanos no país. 
O EP produziu como single, sua única faixa inédita intitulada "How Gee", além disso, For the World atingiu a posição de número 53 na parada semanal japonesa Oricon Albums Chart. 

## Antecedentes e promoção
Após a sua grande popularidade na Coreia do Sul durante o ano de 2007, obtido com o lançamento dos EPs Always e Hot Issue, o Big Bang iniciou sua entrada no mercado musical japonês no ano seguinte. A fim de adequar-se ao mercado local, os membros Taeyang, Daesung e Seungri, receberam os nomes artísticos de Sol, D-Lite e V.I, respectivamente, antes do lançamento do EP For the World anunciado em 2007. Contrariando lançamentos de artistas coreanos no país, realizados em língua japonesa, optou-se pela produção de um EP com versões de canções lançadas previamente pelo quinteto, em língua inglesa, ainda que algumas faixas, contenham amostras em língua coreana.
Como parte das promoções de For the World, o grupo lançou como faixa-título a canção "How Gee" na mesma data do EP e realizou um concerto de nome Big Bang: For the World, no JCB Hall em Tóquio, nos dias 28 e 29 de março de 2008.

## Lista de faixas
| N.º            | Título             | Letras          | Música                | Arranjos       | Duração |  |
| 1.             | "V.I.P" (Intro)    | Big Bang        | G-Dragon, Kim Do Hyun | Kim Do Hyun    | 0:40    |  |
| 2.             | "Big Bang"         | Perry, G-Dragon | Perry                 | Perry          | 3:25    |  |
| 3.             | "How Gee"          | Big Bang, Perry | Big Bang, Perry       | Brave Brothers | 3:15    |  |
| 4.             | "Lies"             | Perry, G-Dragon | G-Dragon              | Brave Brothers | 3:48    |  |
| 5.             | "So Beautiful"     | Perry, Big Bang | Perry, Brave Brothers | Brave Brothers | 3:39    |  |
| 6.             | "La La La"         | Perry, Big Bang | Perry                 | Perry          | 3:00    |  |
| 7.             | "Together Forever" | Perry, Big Bang | Jeon Seung Woo        | Jeon Seung Woo | 4:02    |  |
| 8.             | "Always"           | Perry, Big Bang | Teddy Park, Perry     | Perry          | 3:53    |  |
| Duração total: | Duração total:     | Duração total:  | Duração total:        | Duração total: | 24:22   |  |

Notas
- "How Gee" contém demonstrações de "How Gee", escrita por James Brown, Giuseppe Landro e Mario Percali. Gravada por Black Machine.[3]

## Desempenho nas paradas musicais
For the World estreou em seu pico de número 53 em ambas paradas japonesas Billboard Japan Top Albums Sales e Oricon Albums Chart, sendo esta última correspondente a sua parada semanal.

### Posições
| Paradas (2008)                           | Melhor posição |
| ---------------------------------------- | -------------- |
| Japão (Billboard Japan Top Albums Sales) | 53             |
| Japão (Oricon Daily Albums Chart)        | 13             |
| Japão (Oricon Weekly Albums Chart)       | 53             |

## Histórico de lançamento
| Região | Data                 | Formato             | Gravadora                      |
| ------ | -------------------- | ------------------- | ------------------------------ |
| Japão  | 4 de janeiro de 2008 | CD download digital | YG Entertainment Village Again |